# Marcelo Rodríguez
Marcelo Antonio Rodríguez Laprea (nascido em 22 de julho de 1969) é um ator venezuelano e locutor de wrestling profissional que atualmente trabalha para as versões internacionais em espanhol dos programas da WWE Raw, SmackDown, NXT e pay-per-view (PPV) eventos ao lado de Jerry Soto como comentarista colorido.
Rodríguez começou a trabalhar para a WWE no final de 1998 como apresentador do Los Super Astros e apareceu apenas ocasionalmente naquela época, substituindo Cabrera ou ex-comentarista colorido Hugo Savinovich. Ele comentou em todas as versões internacionais de RAW e SmackDown, enquanto Cabrera e Savinovich transmitiam alternadamente ao lado dele. Em outubro de 2011, Savinovich deixou a WWE e Rodríguez tornou-se comentarista espanhol em tempo integral para todos os programas e eventos PPV. Em outubro de 2011, Rodríguez e Cabrera estiveram ao lado do ringue para as gravações de Raw e SmackDown na Cidade do México, México.
Rodríguez também foi co-apresentador substituto frequente da WWE en Español até outubro de 2011, quando se tornou co-apresentador permanente com Carlos Cabrera após a saída de Hugo Savinovich da empresa. Ele não apareceu no PPV desde que trabalhou para a WWE até SummerSlam 2011. Rodríguez apresentou WWE Experience para a América Latina apresentando clipes e recapitulações dos episódios da semana anterior de Raw, SmackDown e NXT, até seu cancelamento em 2021.
Em seu tempo livre, Rodriguez gosta de acompanhar os New Jersey Devils da NHL e os Dallas Cowboys da NFL.
Rodríguez formou-se em jornalismo pela Universidade Central da Venezuela e trabalhou como ator, cantor, dançarino, dramaturgo e diretor. Alguns de seus créditos teatrais em papéis principais incluem: “Don Juan Tenorio” (Don Juan); “Mozart, o Anjo Amadeus” (Amadeus); “A Tempestade (Fernand); “Uma Viúva para Quatro” (Arlequim); “Despertar da Primavera” (Melchor Gabor); “Yerma' (Juan); “ Tranças de Absalão ” (Amon); “Wounded Buffalo (Don); “Lorca em um vestido verde” (Lorca ensangrentado), e os musicais “Panteleón e os visitantes” (Sinchi), “La Verdadera Historia de Pedro Navaja” (El Lince) e “¿Quién mató a Hector Lavoe?,” (Locutor) o espetáculo em espanhol mais antigo da história da Broadway. Ele trabalhou internacionalmente com companhias de teatro como Rajatabla, a Compañía Nacional de Teatro de Venezuela (elenco inaugural), a Compañía Nacional de Teatro de España, o Repertorio Español (em mais de duas dezenas de peças) e o Teatro Círculo de Nova York e teve o privilégio de estar no palco em todos os continentes.
Ele foi homenageado com vários reconhecimentos de atuação, como Premio Nacional del Artista e Premio Municipal (Venezuela), Critic's Circle Award (em Porto Rico) e HOLA, ACE e Premios Sin Límite (em Nova York). Alguns de seus créditos cinematográficos em papéis principais incluem ““Atraco en el Aeropuerto” e “Tacagua”. Rodríguez gravou três álbuns com WEA International, Sonorodven e Sonografica. Ele desempenhou o papel principal no programa infomercial VPG “Caminos al Jaguar”, que foi filmado em seis países. Alguns de seus créditos na televisão incluem novelas como Cara Sucia, Cristal , La Revancha, para Venevisión-Univisión.
Em 2006, Rodríguez também foi vencedor do Concurso Nacional de Dramaturgia Nuestras Voces com sua peça ““Cartas a una Madre” (originalmente “Bestalia”) que foi produzida com grande sucesso no Repertorio Español, companhia que ele também pertence ao atual membro do elenco. “Cartas a una madre” foi publicada no final de 2012. Em 2009 e 2010, também ficou entre os finalistas de Nuevas Voces com suas peças “La Papaya Dulce” e “Los Súper Héroes del Abuelo”.
Em 2017, Rodriguez foi convidado pela Amazon Sports Nutrition para ser o anfitrião espanhol da Competição Mister Olympia. Também em 2017, depois de muitos anos sem gravar outro álbum completo, Marcelo Rodriguez lançou seu quarto projeto musical: “Verde”, cujos lucros são destinados à Fundação Yolanda Laprea e suas atividades em prol dos idosos.

## References
1. ↑  «WWE: Community > WWE en Español > Marcelo Rodriguez > Profile». www.wwe.com. Consultado em 14 Janeiro 2022. Cópia arquivada em 15 Maio 2007
2. ↑  Marcelo Rodriguez [@MarceloAtWWE] (10 Jan 2014). «Estrenando mi nueva chaqueta, cortesía de "La Autoridad": WWE Network. Gracias! #Cabalga pbs.twimg.com/media/BdqJ3YXIYAAcJLv.jpg» (Tweet)  – via Twitter